# Дадешкелиани, Анета
Анета Дадешкелиани (груз. ანეტა დადეშქელიანი), полное имя Анна Александровна Дадешкелиани (ანა დადეშქელიანი ასული დადიანი), девичья фамилия Дадиани (დადიანი; 1872, Джвари, Российская империя — 1922) — грузинская поэтесса, переводчик, педагог, общественный деятель.

## Биография
Анета Дадиани родилась в 1872 году в Джвари, в семье Александра Дадиани и Мавры (Маты) Церетели. Она была единственным ребёнком в семье, рано потеряла мать, и её воспитывал дядя (брат матери) — поэт Акакий Церетели, вследствие чего Анета получила лучшее возможное в то время образование. В 1888 году Дадиани вышла замуж за князя Георгия (Джансуга) Дадешкелиани (1858—1921), долгое время служившего начальником разных уездов Кутаисской губернии, а в 1915—17 годах занимавшего должность губернатора Дагестана. У них родилось два сына: Иван (1890—1916) и Александр (1893—1915), впоследствии погибшие на Первой мировой войне.
Анета Дадешкелиани писала стихи, которые печатались в газетах и журналах, и работала переводчиком. Также популяризировала образование среди крестьян Самегрело и Верхней Сванетии, была членом Общества по распространению грамотности среди грузин и сама учила местных крестьян читать и писать. Когда её деверь организовал первую в Сванетии школу, Анета активно участвовала в организационной работе, особое внимание уделяя преподаванию грузинского языка. По инициативе Анеты в её доме в Джвари была открыта двухклассная школа в Джвари, работавшая вплоть до советского периода.
Анета Дадешкелиани умерла в 1922 году и завещала часть своего состояния Обществу по распространению грамотности среди грузин, а другую часть — церкви святого Георгия в Джвари.